# Arquitecte paisatgista
L'arquitecte paisatgista és una persona capaç de crear plànols, i portadora d'un diploma de nivell Bac+6 que pot ser reconegut per l'associació dels arquitectes de jardins i dels arquitectes paisatgistes si aquesta persona té al corrent la cotització anual.
El paisatgista és una persona que crea en l'àmbit del paisatge, que concep el projecte i que segueix la seva realització. Té coneixements en nombroses matèries (propietats dels vegetals, tècniques de construcció, materials, visualització perspectiva, projecció, topografia, estudi del paisatge, història dels jardins...).
El jardiner o l'empresari d'espais verds és el que posa en obra els treballs al seu jardí.

## Prova de definició relativa
L'especificitat del paisatgista respecte a les altres professions se situa així:
- enfront del mediambientalista: en la seva aptitud per integrar la dimensió subjectiva, cultural i social del paisatge, i per posar en obra la seva pròpia creativitat.

- enfront de l'arquitecte: en la seva aptitud per integrar no només el vegetal, però més generalment la complexitat, l'evolució i la incertesa d'un medi vivent, del jardí al territori, de la ciutat al camp.

- enfront de l'urbanista: en una cultura i una història professional que té el seu origen entre la ciutat, el camp i la natura; en la seva aptitud per fer de l'indret el guia del projecte (i no al contrari, imposant un projecte sobre un indret), a privilegiar les relacions entre els objectes (i no a tractar els objectes per la seva individualitat pròpia), a tractar les articulacions i preservar els espais buits, i més generalment a reconquerir els espais desestructurats.

Complementari i soci de l'ecòleg i de l'arquitecte, compartint coneixement amb un o l'altre, el paisatgista no es confon però ni amb un ni amb l'altre, és un especialitat específica "a la francesa". Si l'arquitecte treballa sobre un projecte definit, el paisatgista, com l'ecòleg, administra un procés que només és parcialment determinat. L'ecòleg és un Geògraf, un enginyer, un científic, el paisatgista és un creador. És igualment cada cop més considerat com un mediador i un pedagog, en el sentit que la seva acció és reveladora de la realitat inherent i de les modes de percepcions del nostre medi ambient.

## Història de la professió
Aquesta professió "manefla" continua sent encara difícil de delimitar per dues raons: d'una banda pel fet fins i tot del seu caràcter interdisciplinari; d'altra banda per l'absència de reglamentació sobre l'afer. Contràriament a la professió d'arquitecte, la professió de paisatgista no és reconeguda jurídicament, i no és per tant sotmesa a cap denominació estricta. Des del segle xx, l'enginyer paisatgista treballa sobretot en agències de paisatge i realitza també molts estudis de les missions de concepció i de realització de disposició paisatgistes.

## Els paisatgistes avui
Els paisatgistes contribueixen en la pràctica de la seva professió, al desenvolupament durable a través d'un pas triple:
1. Una anàlisi pluridisciplinària del context: gràcies a l'aposta pel que fa a informacions científiques, tècniques i culturals de diversos àmbits, el paisatgista obté una imatge "multicapa" de la realitat d'una espai o d'un territori.
2. Una acció pedagògica: representant aquesta realitat sota una forma comprensible pel gran públic, comunica la seva visió dels paisatges, dels territoris i dels mitjans de vida per tal de fer-ne sotmetre les modes i les dinàmiques a evolució, els avantatges i problemes a venir si aquesta evolució prossegueix, les apostes en relació amb el domini d'aquesta evolució.
3. Una acció creativa: concebent i organitzant la posada en marxa de nous espais a construir i/o participant en l'establiment de plans de gestió dels espais existents per tal d'augmentar l'equilibri i la diversitat del medi ambient.

## Escoles francòfones del paisatge
- École nationale supérieure du paysage de Versalles (ENSPV Arxivat 2008-10-03 a Wayback Machine.) a Versalles
- École nationale supérieure d'architecture et de paysage de Bordeaux (EAP Bx.) a Bordeus
- École nationale supérieure d'architecture et de paysage de Lille (ENSAPL) a Lilla
- École nationale supérieure de la nature et du paysage (ENSNP Arxivat 2008-09-17 a Wayback Machine.) a Blois
- Institut national d'horticulture (INH Arxivat 2008-11-07 a Wayback Machine.) a Angers
- École supérieure d'architecture des jardins et des paysages (ESAJ) a París
- École d'ingénieurs de Lullier  a Ginebra, Suïssa
- Institut supérieur industriel de Gembloux (ISI) a Gembloux, Bèlgica
- Institut Arthur Haulot- HELDB a Brussel·les, Bèlgica
- Institut d'Architecture de l'Université de Genève («Enllaç». Arxivat de l'original el 2007-08-20. [Consulta: 2 octubre 2008].)
- École d'architecture et de paysage de Montréal (EAPM) a Mont-real, Canadà